# 펜더 텔레캐스터

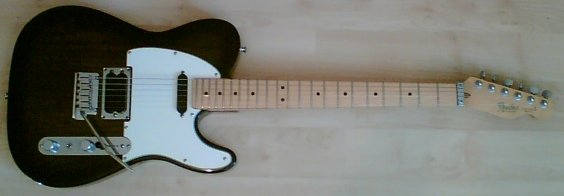
펜더 텔레캐스터

펜더 텔레캐스터(Fender Telecaster)는 텔레(Tele 텔리[*])로도 알려진 펜더사의 기타이다. 최초로 상업적인 성공을 거둔 솔리드 바디(Solid body) 전기 기타이다. 단순하면서도 인상깊은 디자인과 혁명적인 사운드는 일렉기타 제조 산업과 대중음악의 트렌드를 이끌었다.
1950년 가을 브로드캐스터라는 브랜드로 소개된 텔레는 상당한 규모로 기획된 최초의 기타였으며, 첫 출시 이후 계속 이 형태로 제작되고 있다. 볼트 온 넥(Bolt-on neck, 나사를 이용해 넥과 바디를 접합하는 방식)을 최초로 적용해 출시되었다. 이는 대량 생산을 용이하게 했다.
펜더 스트라토캐스터와 같이 텔레캐스터도 범용성이 높은 기타다. 대부분의 음악에 사용 가능하며 컨트리, 레게, 록, 팝, 포크 소울, R&B, 블루스, 재즈, 펑크, 헤비메탈 등 많은 장르에서 사용되어 왔다. 특히 텔레캐스터는 컨트리, 일렉트릭 블루스, 펑크 락, 락앤롤, 헤비 메탈을 비롯한 다른 대중음악의 발달에서 큰 기여를 했다.
텔레캐스터는 견고한 구조를 가지고 있어 기타리스트가 원하는만큼 긴 서스테인을 유지하면서 리드 기타로서도 손색없는 연주가 가능하다.

## 구조
바디에 쓰이는 목재는 엘더, 애쉬, 포플러, 소나무, 베이스 우드 등이 있다.
넥에는 메이플이 주로 쓰이며, 지판에는 메이플이나 로즈우드가 올라간다.
보통 두 개의 싱글-코일 픽업이 쓰이며 험버커 픽업이 포함된 형태도 제작된다.

## 사운드
텔레캐스터는 각각 "브리지" 픽업 또는 "넥" 픽업으로 톤 컨트롤을 조정하여 밝고 풍부한 커팅 톤(일반적인 텔레캐스터 컨트리 트윙, 깽깽 거리는 톤)과 감미롭고 따뜻한 블루스 재즈 톤을 모두 연출할 수 있다. 브리지 픽업은 넥 픽업보다 많은 코일로 감싸져 있으므로 브릿지 위치에서 스트링의 진동 진폭이 낮은 것을 보상하는 높은 출력을 생성한다. 동시에 볼륨 컨트롤의 슬라이더와 출력 사이의 캐패시터를 사용하면 미들 및 베이스 범위를 감쇠하면서 트레블 사운드를 블리딩할 수 있다. 브릿지 픽업을 비스듬히 하는 것도 기타의 트레블 반응을 높였다. 솔리드 바디를 통해 현악기의 음을 선명하고 지속적으로 증폭시킬 수 있으며, 이는 이전의 전기 기타 디자인보다 개선된 것으로, 공명형 몸체가 볼륨을 높였을 때 원치 않는 음향 피드백을 받기 쉽도록 만들었다. 이러한 디자인 요소들은 의도적으로 기타리스트들이 스틸기타 사운드는 물론 "커트 스루" 사운드를 에뮬레이션하고 로드하우스Honky-Tonk와 대형Western Swing 밴드에서 들을 수 있게 해 주었는데, 처음에는 이 기타가 컨트리 음악에서 특히 유용하게 쓰이게 되었다. 이후 펜더는 알니코 3세대 자석에서 알니코 5세대 자석으로 바뀌는 등 텔레캐스터를 위한 픽업과 톤의 세팅 방식이 더욱 발전했다. 폭넓은 톤으로 인해 텔레캐스터는 컨트리, 팝, 록, 블루스, 재즈를 포함한 많은 스타일의 음악에 활용된다. 그러나 특유의 개성이 강하기 때문에 곡의 조화를 맞추기 어려워하는 경우도 있다.